# Belchite
Belchite – miejscowość i gmina w Hiszpanii, we wspólnocie autonomicznej Aragonia, w prowincji Saragossa położona ok. 40 km od Saragossy. Jest siedzibą comarki Campo de Belchite.

## Historia
W 1122 roku Alfons I Waleczny założył Bractwo Belchite w celu obrony granicy. W czasie podboju napoleońskiego została stoczona bitwa pod Belchite, w której brał udział m.in. 2 Pułk Piechoty Legii Nadwiślańskiej.
Belchite jest znane za sprawą położonych w pobliżu współczesnego miasta ruin starego miasta. W czasie wojny domowej miała w okolicy miasta miejsce bitwa pod Belchite, która toczyła się od 24 sierpnia do 7 września 1937 roku. Bitwa była jednym ze starć w ramach zakończonej niepowodzeniem ofensywy Armii Republikańskiej na Saragossę. Republikanie natrafili w Belchite na zaciekły opór nacjonalistów. W wyniku walk republikanie zdobyli Belchite, ale już w następnym roku kontrofensywa nacjonalistów i kolejna bitwa wyparły ich z miasta, które w toku walk zostało całkowicie zniszczone. Po wojnie odbudowano je w pewnej odległości od ruin, które zachowano w stanie naturalnym. Obecnie zachowały się w gruzowisku starego Belchite nienaruszone szkielety budynków.
Wśród ruin starego miasta dominują sylwetki osiemnastowiecznych, barokowych kościoła św. Augustyna, z zachowaną konstrukcją dachu, płaskorzeźbami i wykończeniami naw i kolumn, kościoła św. Marcina z Tours, z zachowanymi resztkami malowideł, i piętnastowiecznej, mauretańskiej wieży zegarowej.

## W kulturze
Ze względu na swój charakter, ruiny Belchite stanowiły plan zdjęciowy filmów, m.in. Labirynt fauna, Przygody barona Munchausena, a 21 i 22 października 2011 roku wrocławski teatr ZAR wystawił w nim spektakl Anhelli. Wołanie.

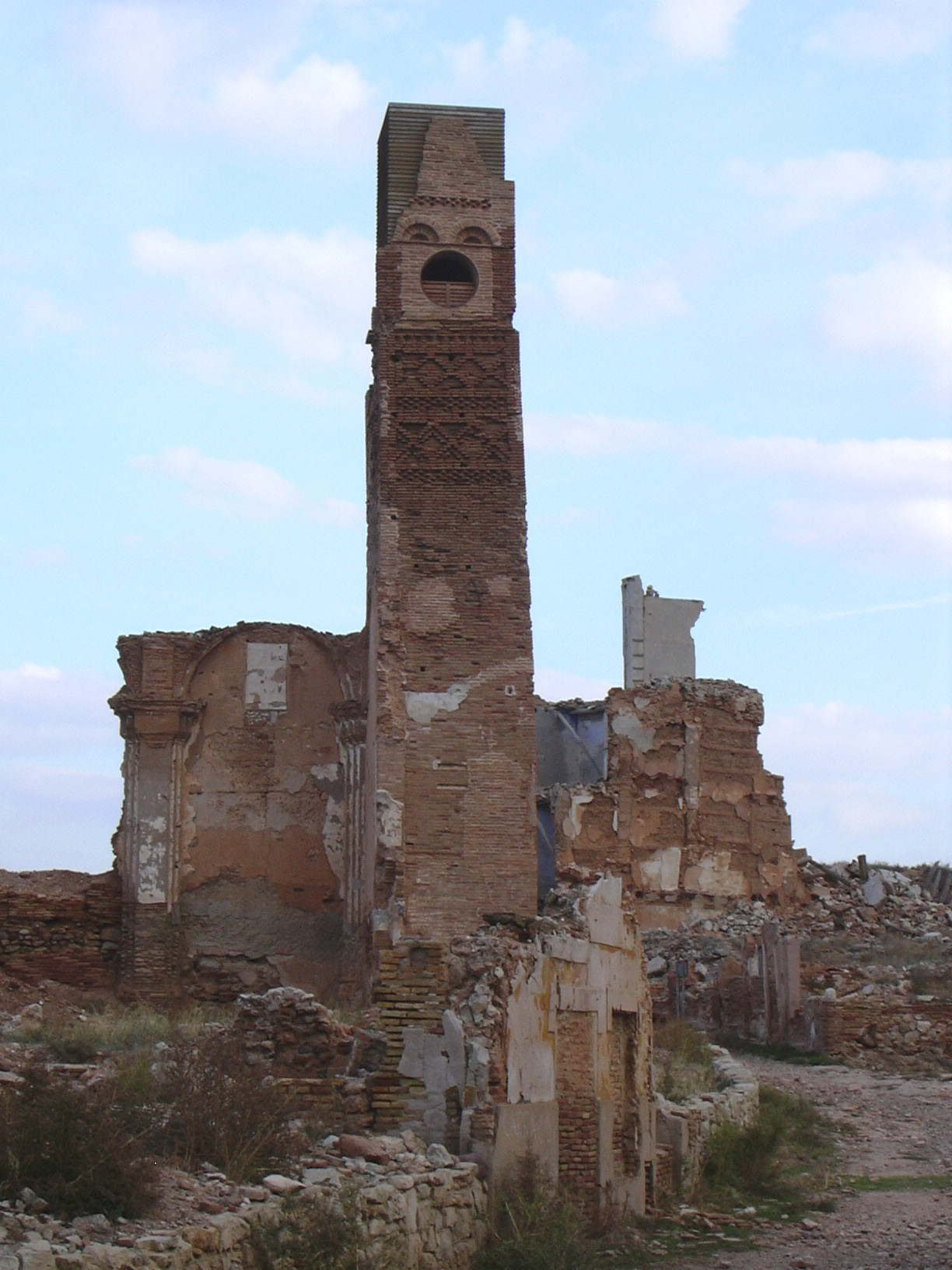
Wieża zegarowa
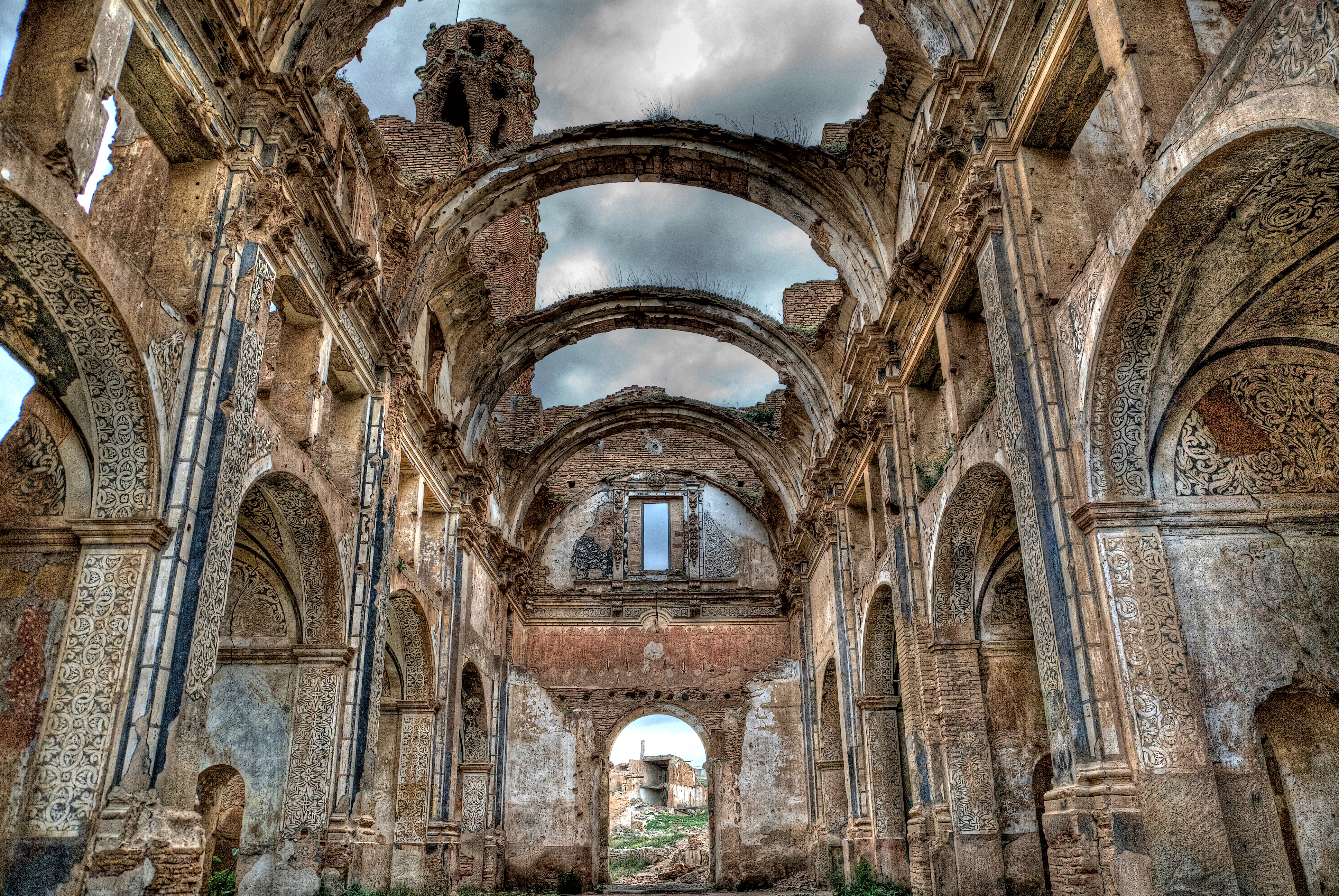
Wnętrze kościoła św. Augustyna
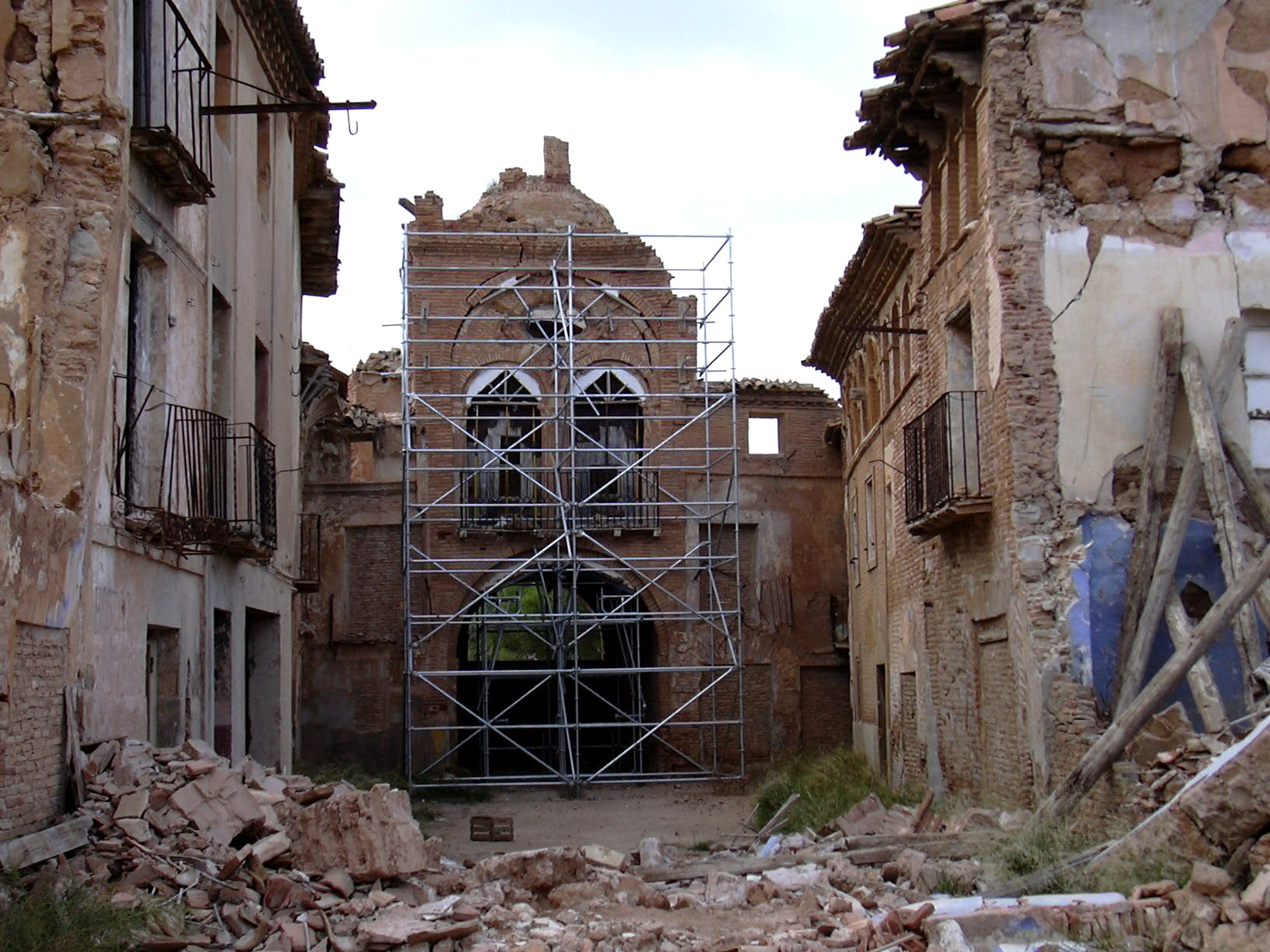
Prace konserwatorskie na bramie miejskiej
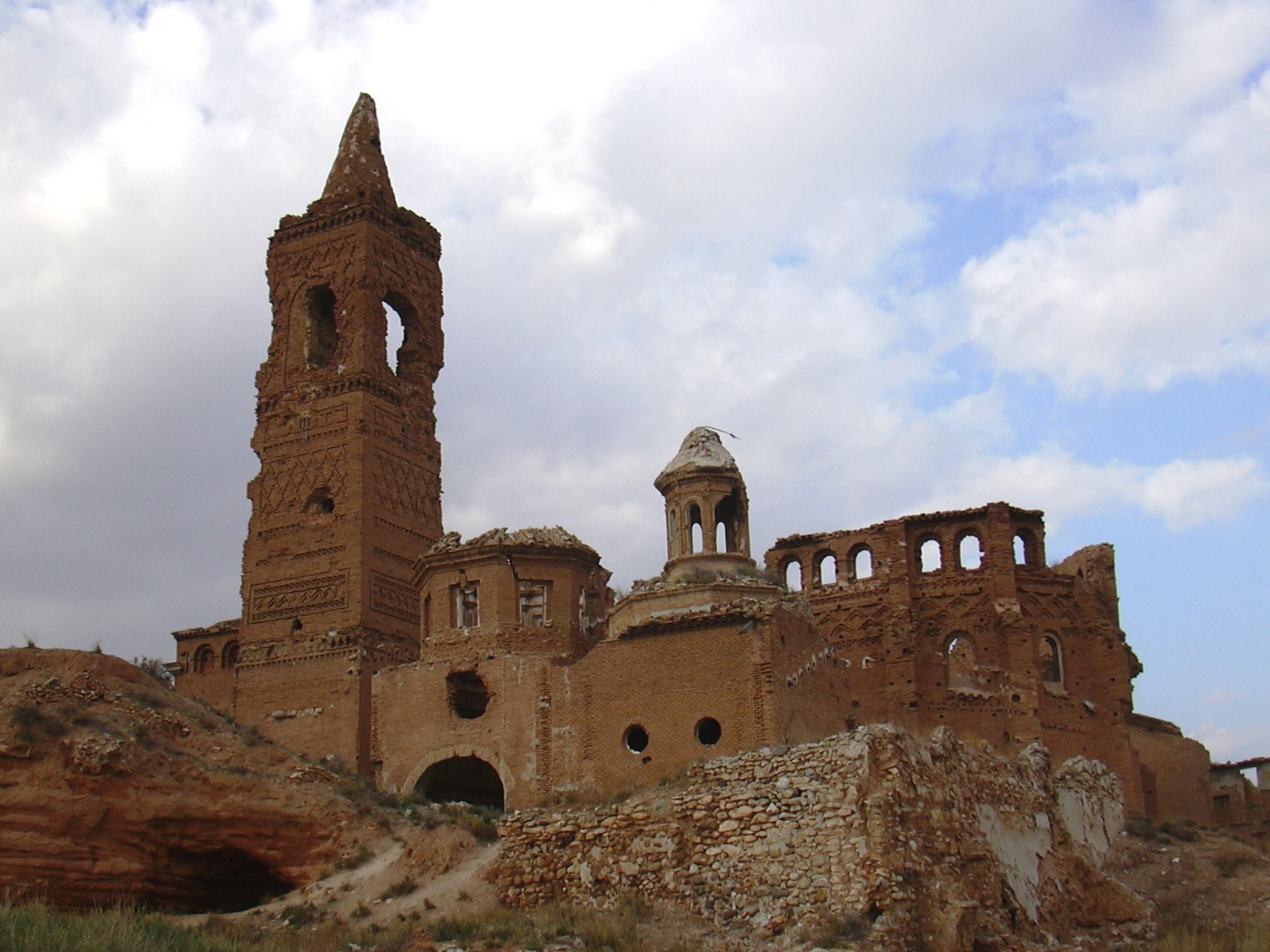
kościół św. Marcina z Tours